# Олимпийский (спортивный комплекс, Донецк)
Региональный спортивный комплекс «Олимпийский» — коммунальное предприятие в Донецке.
Был в управлении областной государственной администрации, затем в течение длительного времени находился в управлении областного совета, после чего в 2010 году был возвращён областной государственной администрации.
В состав спортивного комплекса в настоящее время входят:
- Стадион «Олимпийский» (бывший «Локомотив»)
- Теннисные корты
- Бассейн
- Метательно-разминочный стадион
- Тренажёрный зал
- Зал лёгкой атлетики

## Стадион «Олимпийский»
Был открыт 13 августа 1958 года под названием «Локомотив». Архитекторы Е. Ревин и В. Голубков. В 2003 году был реконструирован. Вместимость: 25 500 зрителей.
Поле: 105×68 м. Освещение: 1800 люкс.

## Теннисные корты
Комплекс насчитывает более 6 открытых теннисных кортов.

## Бассейн
На базе спортивного комплекса имеется 25-метровый бассейн.

## Метательно-разминочный стадион
В 2000-х годах для разрешения проблемы совмещения футболистов и легкоатлетов на стадионе «Олимпийский» был построен ещё один метательно-разминочный стадион, являющийся подразделением РСК «Олимпийский». В 2008 году его строительство рассматривалось на коллегии Главного управления градостроительства и архитектуры Донецкого городского совета и Управления генплана. В июле 2009 года было закончено строительство. На этом стадионе постелили синтетическую дорожку аналогичную стадиону «Олимпийский», которая позволяет легкоатлетам тренироваться в шипованой обуви. Был получен сертификат соответствия Международной федерации легкой атлетики (ИААФ), что даёт возможность проводить соревнования уровня Кубка Европы.
Отдельно будет построен тренировочно-метательный сектор, с полем 120 на 80 метров и травяным посевом, а также сектор для метания копья, молота и ядра.
Стадион оборудован 28 видеокамерами (9 внутри стадиона, 19 на прилегающей территории).

## Памятник Сергею Бубке
29 августа 1999 года возле регионального спортивного комплекса «Олимпийский» был установлен Памятник Сергею Бубке, символ достижений донецкого спорта. Авторы памятника скульптор Николай Васильевич Ясиненко и архитектор Владимир Степанович Бучек.
Памятник представляет собой бронзовую скульптуру спортсмена в полный рост, который готовится к выполнению прыжка, высоко держа шест в руках. У правого колена скульптуры пролетающая ласточка. Высота памятника 3,5 метра. Постамент на котором стоит скульптура высотой 6 метров 15 сантиметров — это рекордная высота на которую прыгал Бубка (в зале, Донецк, 1993 год).